# جون تايلور (لاعب كرة طائرة)
جون تايلور (بالإنجليزية: John Taylor)‏ (30 مايو 1944 - ) هو لاعب كرة طائرة الولايات المتحدة. شارك في الألعاب الأولمبية الصيفية 1964.

## وصلات خارجية
- جون تايلور على موقع أوليمبيديا (الإنجليزية)